# Hypenetes fucosus
Hypenetes fucosus är en tvåvingeart som beskrevs av Artigas 1970. Hypenetes fucosus ingår i släktet Hypenetes och familjen rovflugor. Inga underarter finns listade i Catalogue of Life.